# Mount Helms
Mount Helms ist ein abgerundeter und teilweise verschneiter Berg im westantarktischen Ellsworthland. Im Zentrum der Martin Hills ragt er zwischen Mount Semprebon und Mount Oldenburg auf.
Eine vom US-amerikanischen Geologen John Campbell Craddock angeführte Mannschaft der University of Minnesota bestimmte die geographische Position des Bergs im Januar 1963 im Rahmen des United States Antarctic Research Program. Das Advisory Committee on Antarctic Names benannte ihn 1964 nach Ward J. Helms, Strahlungsforscher auf der Byrd-Station im Jahr 1962.